# Lissie
Elisabeth Corrin Maurus, med artistnamnet Lissie, född 21 november 1982 i Rock Island, Illinois, är en amerikansk sångare och låtskrivare. Hon växte även upp i Rock Island men bor i Ojai, Kalifornien, ca 15 mil nordväst om Los Angeles.

## Historia
Lissie startade sin artistkarriär genom att, nio år gammal, lokalt spela "Annie" i Little Orphan Annie i 80 föreställningar. Några år senare övergav hon emellertid teatern för att lära sig spela gitarr. Hon gick två år i skola på Colorado State University i Fort Collins, och kom då i kontakt med olika musiker som besökte staden. Senare tillbringade hon en termin i Paris för att avsluta sina studier. Hon utgav sin debutskiva, en fyraspårs EP, i mars 2007, med namnet Lissie. Hon flyttade så småningom till Los Angeles, där hon bl.a. lärde känna Bill Reynolds i Band of Horses. Samarbetet resulterade i Lissies andra och mer kommersiella skiva, en femspårs EP, Why You Runnin'. En av låtarna, "Oh Mississippi", skrev Lissie tillsammans med Ed Harcourt.
Lissie utgav sitt debutalbum, Catching a Tiger, den 23 juni 2010. Från detta har hon släppt tre singlar.

## Diskografi
Studioalbum
- 2010 – Catching a Tiger
- 2013 – Back to Forever
- 2016 – My Wild West
- 2018 – Castles

Livealbum
- 2011 – Live at Shepherd's Bush Empire
- 2016 – Live at Union Chapel

EP
- 2007 – Lissie
- 2009 – Why You Runnin'
- 2011 – Covered Up With Flowers
- 2013 – Love in the City
- 2014 – Cryin' to You

Singlar (urval)
- 2010 – "When I'm Alone" (UK #55, Tyskland #42, Norge #2, Schweiz #73)
- 2010 – "Cuckoo" (UK #81)
- 2012 – "Go Your Own Way" (UK #52)
- 2012 – "Further Away (Romance Police)" (UK #98)
- 2015 – "Don't You Give Up On Me" (USA (AAA) #27)
- 2018 – "Best Days" (USA (AAA) #9)